# バトルシャーク
『BATTLESHARK』 (バトルシャーク) は1989年に稼動したタイトーのサブマリンゲームである。潜望鏡型の専用筐体で供給され、ガンシューティングゲームに近い。

## ゲームのルール
ロックオンサイト、2ボタンで操作する。スタート時に一定数の魚雷を魚雷が与えられ、魚雷は一定時間ごとに補給される。一定数ダメージを受けたらゲームオーバー。全10ステージ。

## アイテム
- 緑 - ロックオンサイトがパワーアップする。
- 赤 - ダメージが回復する。
- 青 - 魚雷が補充される。
- 黄 - スペシャル。なにが起こるかは分からない。

## スペシャル攻撃
- プレイヤーがパワーアップしていない時 - スプレッド弾を撃てる。
- プレイヤーがパワーアップしている時 - パワーアップした状態でホーミング弾が撃てる。